# Silvius I Nimrod, Công tước xứ Württemberg-Oels
Silvius I Nimrod (2 tháng 5 năm 1622, Weiltingen – 24 tháng 4 năm 1664, Brzezinka ở Silesia) là Công tước đầu tiên của xứ Oels-Württemberg.